# ميناء بلحاف
ميناء بلحاف وهو أحد الموانئ الرئيسية لتصدير النفط في اليمن، على ساحل البحر العربي لليمن بين مدينتي عدن والمكلا، ويستخدم لتصدير نفط خام مزيج من قطاع 14 بالمسيلة، وأنشئ الميناء في 1993.

## نبذة
أنشئ الميناء بعد إعلان اكتشاف النفط في غرب عياد بشبوة في 15 أبريل 1987م، ويعتبر أكبر مشروع صناعي في تاريخ اليمن وبكلفة بلغت 4.5 مليار دولار أمريكي، وقد انتهى العمل في المشروع وتم تصدير أول شحنة في أكتوبر 2009 م، كما تم إضافة خط ثاني في أبريل 2010م، ويستخدم لتصدير نفط محافظة شبوة الخفيف. يشغل حالياً من قبل الشركة اليمنية للإستثمارات النفطية والمعدنية إحدى الشركات التابعة للمؤسسة اليمنية العامة للنفط والغاز نيابة عن الحكومة اليمنية.